# Băcioi
Băcioi è un comune della Moldavia appartenente al Municipio di Chișinău di 10.618 abitanti al censimento del 2004.

## Località
Il comune è formato dall'insieme delle seguenti località (popolazione 2004):
- Băcioi (8.644 abitanti)
- Brăila (905 abitanti)
- Frumușica (555 abitanti)
- Străisteni (514 abitanti)